# 刀根夕子
刀根 夕子（とね ゆうこ）は日本の女性漫画家。東京都出身。

## 略歴
山脇学園高等学校卒業と同時にアニメーターとなる。1976年に小学館少女コミック新人賞を入賞したのを機に漫画家に転身。

## 代表作
- 「はじめまして、あなた」
- 「OLグラフィティ」
- 「レモン入りの妙薬」
- 「君に会えてよかった」
- 「泣かないでベイビー」
- 「おもひでぽろぽろ」（作：岡本蛍）
- 「いつでもはるか」

。